# Clodovil Hernandes
Clodovil Hernandes (17. června 1937, Elisiário, São Paulo – 17. březen 2009, Brasília Distrito Federal) byl brazilský módní návrhář, televizní moderátor a politik.
Módnímu návrhářství se věnoval v 60. a 70. letech, poté byl pozván k práci v televizi jako moderátor, kde moderoval mnoho programů na několika stanicích. Byl prvním brazilským kongresmanem, který otevřeně přiznal, že je gay.

## Externí odkazy

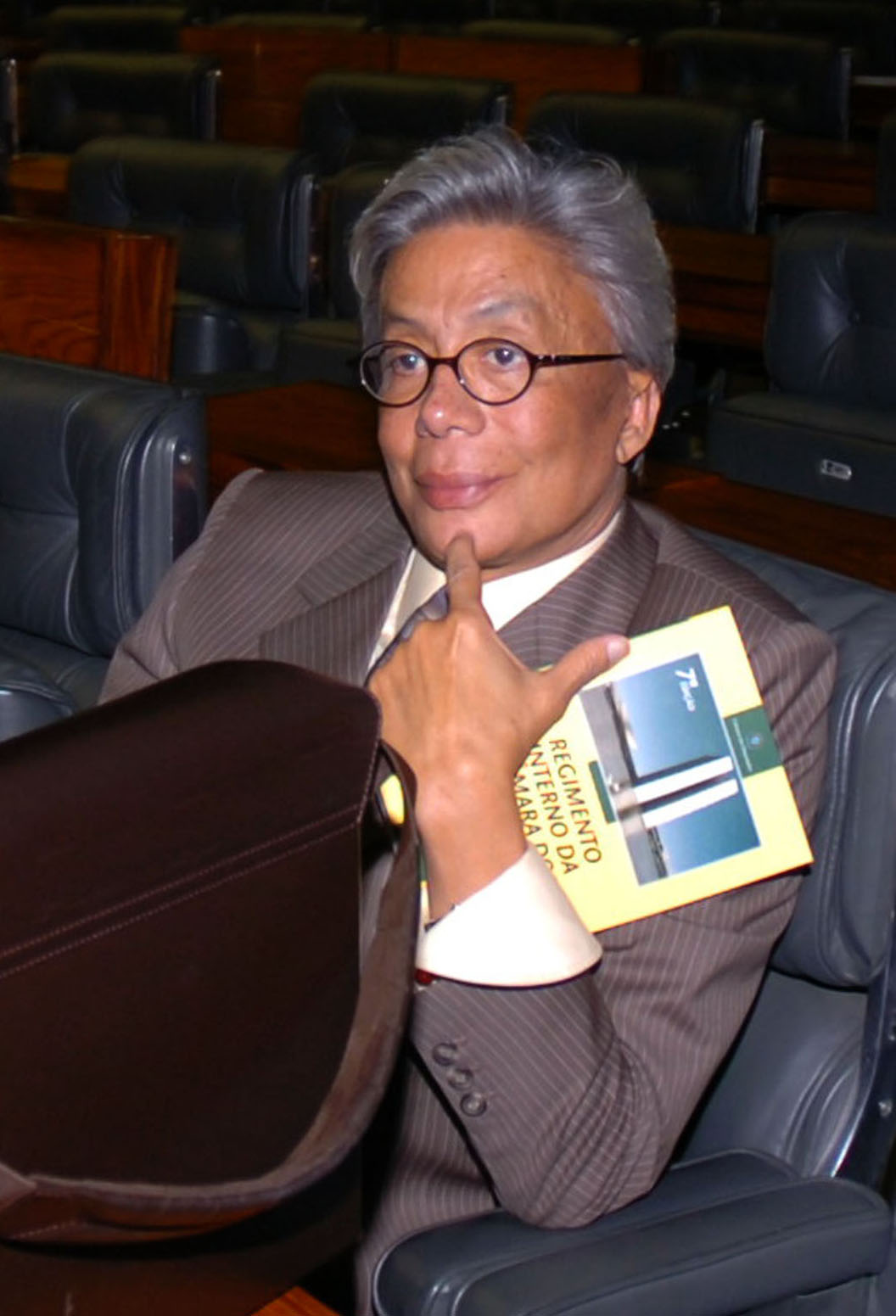
Clodovil Hernandes roku 2007